# Крат Василь Іванович
Крат Василь Іванович — український правник, суддя Верховного Суду, входить до складу Об'єднаної Палати Касаційного цивільного суду в складі Верховного Суду, кандидат юридичних наук, доцент, член редакційної ради Юридичного журналу «Право України», член редакційної колегії журналу «Вісник Верховного Суду».

## Життєпис
Народився у смт. Любешів Любешівського району Волинської області.
У 2004 році закінчив магістратуру за спеціальністю «правознавство» Національної юридичної академії ім. Ярослава Мудрого.
Працював юристом, навчався в аспірантурі Національної юридичної академії ім. Ярослава Мудрого.
З 2007-го — асистент, доцент кафедри цивільного права Національної юридичної академії ім. Ярослава Мудрого.
У 2017-му Указом Президента України від 10 листопада 2017 року № 357/2017 призначений суддею Верховного Суду.

## Науковий доробок
Сфера наукових інтересів: нетиповість в приватному праві, недійсність (нікчемність, оспорюваність) в приватному праві, переважні права, організаційні права.
Автор та співавтор більше чотирьохста наукових статей, науково-практичних коментарів, монографій, наукових висновків.
Фактично запровадив в практиці Верховного Суду доктрину фраудаторних правочинів (fraus creditorum).

## Правотворча діяльність
У липні 2024 року Крат В. І. включений до складу робочої групи Комітету Верховної Ради України з питань правової політики щодо опрацювання законопроектів, спрямованих на удосконалення механізму захисту права власності добросовісного набувача.